# The Cattle Thief's Escape
The Cattle Thief's Escape (con il sottotitolo A Minute to Get Out of Sight) è un cortometraggio muto del 1913 diretto da William Duncan.

## Produzione
Il film fu prodotto dalla Selig Polyscope Company.

## Distribuzione
Distribuito dalla General Film Company, il film - un cortometraggio di 200 metri - uscì nelle sale cinematografiche statunitensi il 1º ottobre 1913. Nelle proiezioni, veniva programmato con il sistema dello split reel, accorpato in un'unica bobina con un altro cortometraggio prodotto dalla Selig, il documentario Elephant as a Workman, Rangoon, India.